# Иван Куцаров
Иван Костадинов Куцаров е български езиковед, специалист по морфология на съвременния български език, история на славистиката и сравнителна граматика на славянските езици, автор на първата функционално-семантична граматика на българския език, създател на школа в своята научна област, получил широко признание и известност в България и в чужбина. Неговите изследвания допринасят за разрешаването на едни от най-комплицираните въпроси в сферата на съвременната глаголна морфология. Преподавател в Пловдивския университет „Паисий Хилендарски“.

## Биография
Иван Куцаров е роден в Бургас през 1942 г. Там получава основно и средно образование. През 1963 г. започва да следва бохемистика в Софийския университет „Климент Охридски“. Дипломира се през 1967 г. Няколко години работи като преподавател по съвременен български език в Учителския институт „Хр. Ботев“ в Бургас, днес част от Университет „Проф. д-р Асен Златаров“. През 1972 г. е зачислен като аспирант в Катедрата по славянско езикознание на Софийския университет. Негови ръководители са изтъкнатите български слависти Иван Леков и Светомир Иванчев. Четири години по-късно защитава дисертационния си труд „Явлението преизказност и преизказването в славянските езици“ и получава научната степен „кандидат на филологическите науки“.
Творческата и професионалната биография на Иван Куцаров са тясно свързани със съдбата на Пловдивския университет „Паисий Хилендарски“, където той работи почти половин век (от 1974 до 2019 г.), но и със Софийския университет „Св. Климент Охридски“, Великотърновския университет „Св. св. Кирил и Методий“, Бургаския свободен университет и филиала на Пловдивския университет в Кърджали. Участва в семинара на Стефана Димитрова в Института за български език. Провежда спецкурсовете „Преизказването в българския език“, „Функционална граматика“, „Теория на морфологичните категории“. Първоначално води семинарните занятия по фонетика, лексикология и морфология в Пловдивския университет, по-късно започва да чете лекции по сравнителна граматика на славянските езици, а след хабилитирането си за доцент през 1981 година – по дисциплината „Увод в славянската филология“ и по морфология на съвременния български език, където впоследствие се съсредоточават творческите му търсения. От 1995 г. е професор.

## Научна и професионална дейност
Една от основните теми в научното творчество на Иван Куцаров е свързана с преизказването като езиково явление. Освен в докторската му дисертация, тя присъства и в следващи публикации на автора: „Въпросът за произхода на преизказните форми в българския език“ (Научни трудове на Пловдивския университет „Паисий Хилендарски“, Т. 17, 1979, кн. 5 – Филология); „Преизказването в българския език“ (София, 1984); „Преизказването“ (Съпоставително езикознание, 2013, кн. 2 – 3) и др., където са предложени убедителни аргументи за съществуването на самостоятелната морфологична категория „вид на изказването“ и са описани начините, по които се изразява значението преизказност във всички славянски езици: „Преизказни модификатори в южните славянски езици“ (Съпоставително езикознание, 1978, № 4; „Преизказни модификатори в източните славянски езици“ (Съпоставително езикознание, 1978, № 5); „Преизказни модификатори в западните славянски езици“ (Съпоставително езикознание, 1978, № 6). Формите, с които говорещият български език предава информация, получена от друго лице, са анализирани в съпоставка и с езици, непринадлежащи към индоевропейското семейство: „За преизказното спрежение в андийските дагестански езици и съответното спрежение в съвременния български език“; „Граматичната категория преизказност в езиците на народите от СССР“, и др.
Иван Куцаров се утвърждава и като специалист по функционална граматика. Той има най-големи заслуги за популяризирането и прилагането на функционално-семантичните идеи в българското езикознание. С уважение от страна на български и чужди езиковеди се приема известното съчинение на автора „Очерк по функционално-семантична граматика на българския език“ (Пловдив, 1985). Това е най-цитираният негов труд, където за първи път в българското езикознание е направен сполучлив опит за анализ на цялата съвкупност от езикови средства, с помощта на които може да бъде изразено конкретно граматично значение. Периферийните модификатори, функциониращи в различните функционално-семантични полета, са представени детайлно и систематизирано.
През 1992 г. Иван Куцаров защитава дисертация за научната степен „доктор на филологическите науки“ на тема „Конклузивът в славянските езици“. Той доказва, че в съвременния български език е възможно с помощта на глаголните форми, образувани от актуализирана (чрез прибавяне на морфемата -л) имперфектна морфема и запазване на спомагателния глагол „съм“ във всички лица и числа, говорещият да изрази предположение или умозаключение относно това, какво се е случило в миналото. Така на практика Иван Куцаров открива четвъртата българска субективномодална грамема, наречена конклузив (умозаключително наклонение). На тази малко изследвана тема е посветена монографията му „Едно екзотично наклонение на българския глагол“ (София, 1994).
Немалък дял от изследванията на автора е свързан с историята на славянската филология от втората половина на XIX до началото на XXI в. Негово дело е книгата „Славяните и славянската филология“ (Пловдив, 2002), в която са подробно разгледани приносите на основоположниците на славянската филология А. Х. Востоков, Й. Добровски, Йерней Копитар, Павел Шафарик, Франц Миклошич, Ватрослав Ягич и др., както и на изтъкнати автори от съвременните славистичните центрове в цял свят; включена е пространна хронология на международните славистичните конгреси, семинари и други научно-образователни форуми. Последната негова книга „Световните форуми на славянската филология“ (Пловдив, 2015) също е резултат от интереса му към славистичната проблематика.
Иван Куцаров е автор на редица трудове, посветени на българската морфологична система: „Лекции по българска морфология“ (Пловдив, 1997), „Съвременен български език. Фонетика, лексикология, морфология, словообразуване, синтаксис“ (София, 1998; в съавторство с Т. Бояджиев и Й. Пенчев). „Теоретична граматика на българския език. Морфология“ (Пловдив, 2007) е мащабно изследване, в което е представена цялата история на проучванията по българска морфология от периода на Възраждането до началото на двадесет и първи век. В нея И. Куцаров излага ясно и аргументирано собствените си позиции по редица въпроси, отчитайки приноса на предшествениците си, с които понякога полемизира; а в други случаи използва постигнатото от тях като основа за по-нататъшни търсения. Той е член е и на творческия колектив, издал „Енциклопедия на съвременния български език“ (Велико Търново, 2000).

## Административна дейност
Съществена част от професионалната биография на Иван Куцаров заема активната му административна дейност. В продължение на много години той изпълнява високоотговорни ръководни длъжности. Бил е заместник-декан и декан на Филолого-педагогическия, а по-късно и на Филологическия факултет в Пловдивския университет „Паисий Хилендарски“, ръководител на Катедрата по български език в същия университет, заместник-ректор по учебната дейност на Пловдивския университет; декан на организирания по негова инициатива Филологически факултет на Бургаския свободен университет, създател на Катедрата по български език към същия университет, а от 2003 до 2011 г. – ректор на Пловдивския университет „Паисий Хилендарски“. Бил е дългогодишен член на Специализирания научен съвет по езикознание при ВАК, член на Президиума на ВАК от 2006 до 2010 г.; от 1991 г. е бил заместник-председател на ЦС на Съюза на българистите, а от 1997 г. е бил председател на Комисията по българистика при Министерството на образованието и науката и активен член на Комисията по граматичен анализ към Международния комитет на славистите.
През 2012 г. Комисията по досиетата разкрива, че е бил агент под псевдоним „Петров“ на Областното управление на МВР в Пловдив, отдел Държавна сигурност по линия на Шесто управление (1984 – 1990).

## Признание
Трудовете на Иван Куцаров са широко цитирани от авторитетни изследователи като Александър Бондарко, Вячеслав Иванов, Е. И. Дьомина, Т. Н. Молошная, К. Чвани, Йоуко Линдстет, Мари Врина, Зл. Генчева-Декле, З. К. Шанова, Виктор Фридман, Я. Петър и мн. др.

## Публикации
- Библиография на трудовете на Иван Куцаров в блога на Катедрата по български език на Пловдивския университет